# Gällsjön, Hälsingland
Gällsjön är en sjö i Ljusdals kommun i Hälsingland och ingår i Ljusnans huvudavrinningsområde. Sjön är 16,3 meter djup, har en yta på 2,05 kvadratkilometer och är belägen 276 meter över havet. Sjön avvattnas av vattendraget Gryckån (Lillskogsån).

## Delavrinningsområde
Gällsjön ingår i det delavrinningsområde (683657-147979) som SMHI kallar för Utloppet av Gällsjön. Medelhöjden är 333 meter över havet och ytan är 14,75 kvadratkilometer. Räknas de 14 avrinningsområdena uppströms in blir den ackumulerade arean 135,54 kvadratkilometer. Gryckån (Lillskogsån) som avvattnar avrinningsområdet har biflödesordning 3, vilket innebär att vattnet flödar genom totalt 3 vattendrag innan det når havet efter 166 kilometer. Avrinningsområdet består mestadels av skog (68 procent). Avrinningsområdet har 2,21 kvadratkilometer vattenytor vilket ger det en sjöprocent på 14,9 procent.